# Ank van der Moer
Anna Maria (Ank) van der Moer, née le 23 janvier 1912 à Amsterdam et morte le 28 mars 1983 dans sa ville natale, est une actrice néerlandaise.

## Biographie

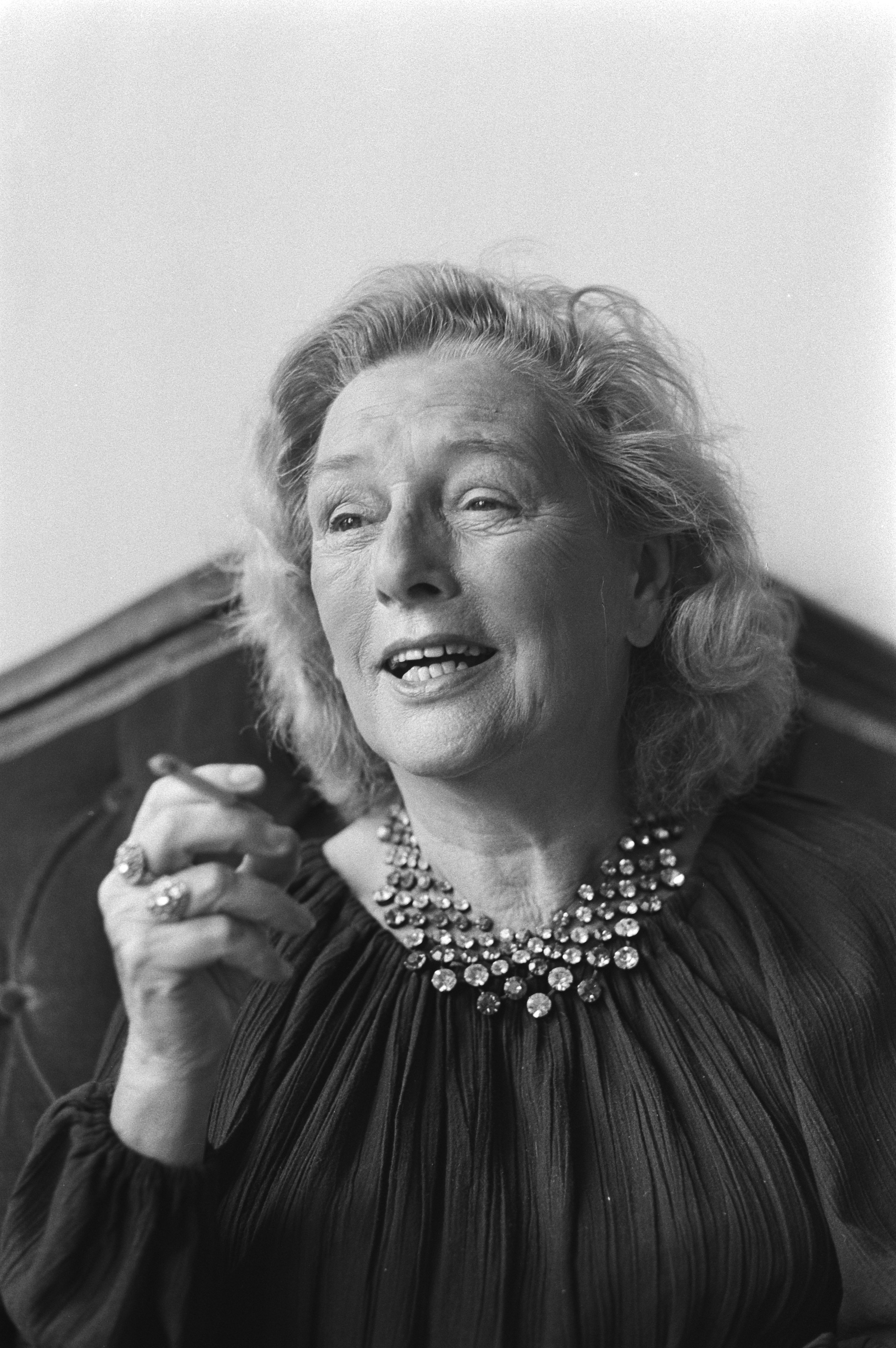
Ank van der Moer en 1981. Photo : Marcel Antonisse / Anefo.

Van der Moer est née dans une famille libérale, en tant que fille de Lambertus van der Moer, capitaine chez KNSM, et de Maria Ferwerda. Quand elle avait deux ans, la famille a déménagé à Naarden. Puis un petit frère, Abraham, est né. Elle fréquente De Theaterschool et obtient son diplôme avec la mention cum laude en 1931.
En 1931, elle fait ses débuts avec Eduard Verkade. Pendant la Seconde Guerre mondiale, elle a continué à travailler et a même reçu un prix portant le nom du président de la Chambre culturelle néerlandaise, Tobie Goedewaagen (nl), ce qui, après la libération, l'a empêchée de jouer pendant un mois.
Van der Moer est devenue célèbre avec De Nederlandse Comedie (nl), où elle a joué avec Han Bentz van den Berg (nl), Ellen Vogel et Mary Dresselhuys, entre autres. Elle est surtout connue pour ses rôles principaux dans des tragédies classiques d'écrivains comme Anton Tchekhov et Joost van den Vondel. En 1964, elle a surpris avec son interprétation de Martha dans Edward Albee Who’s Afraid of Virginia Woolf? Pour ce rôle, pour la deuxième fois dans sa carrière, elle a reçu le Theo d'Or. L'Action Tomate en 1969 a marqué la fin de la comédie hollandaise, et la carrière de Van der Moer s'est arrêtée.
Après quelques années, elle a fait un comeback. En 1982, elle a pu être vue comme "Na Druppel" dans De Jantjes. Le 27 mars 1983, elle a donné une autre performance en solo ; le lendemain, à l'âge de 71 ans, elle est décédée d'un arrêt cardiaque.
Ank van der Moer a été marié trois fois. De son second mariage, avec Guus Oster (nl), une fille est née, Annemarie Oster (nl).

## Filmographie
- 1935 : Het mysterie van de Mondscheinsonate, femme du chauffeur
- 1936 : Lentelied (en), Charlotte van Buren
- 1937 : L'Homme sans cœur, Heilsoldate
- 1938 : Veertig jaren, Eline Verhulst
- 1951 : De Toverspiegel (en)
- 1959 : Land van Behoefte, Nora Marsh
- 1960 : Makkers Staakt uw Wild Geraas (en)
- 1968 : Villa des Roses
- 1972 : VD, Elisabeth van Doorn
- 1978 : Het Beste Deel
- 1983 : L'Illusionniste (De illusionist) de Jos Stelling

## Galerie

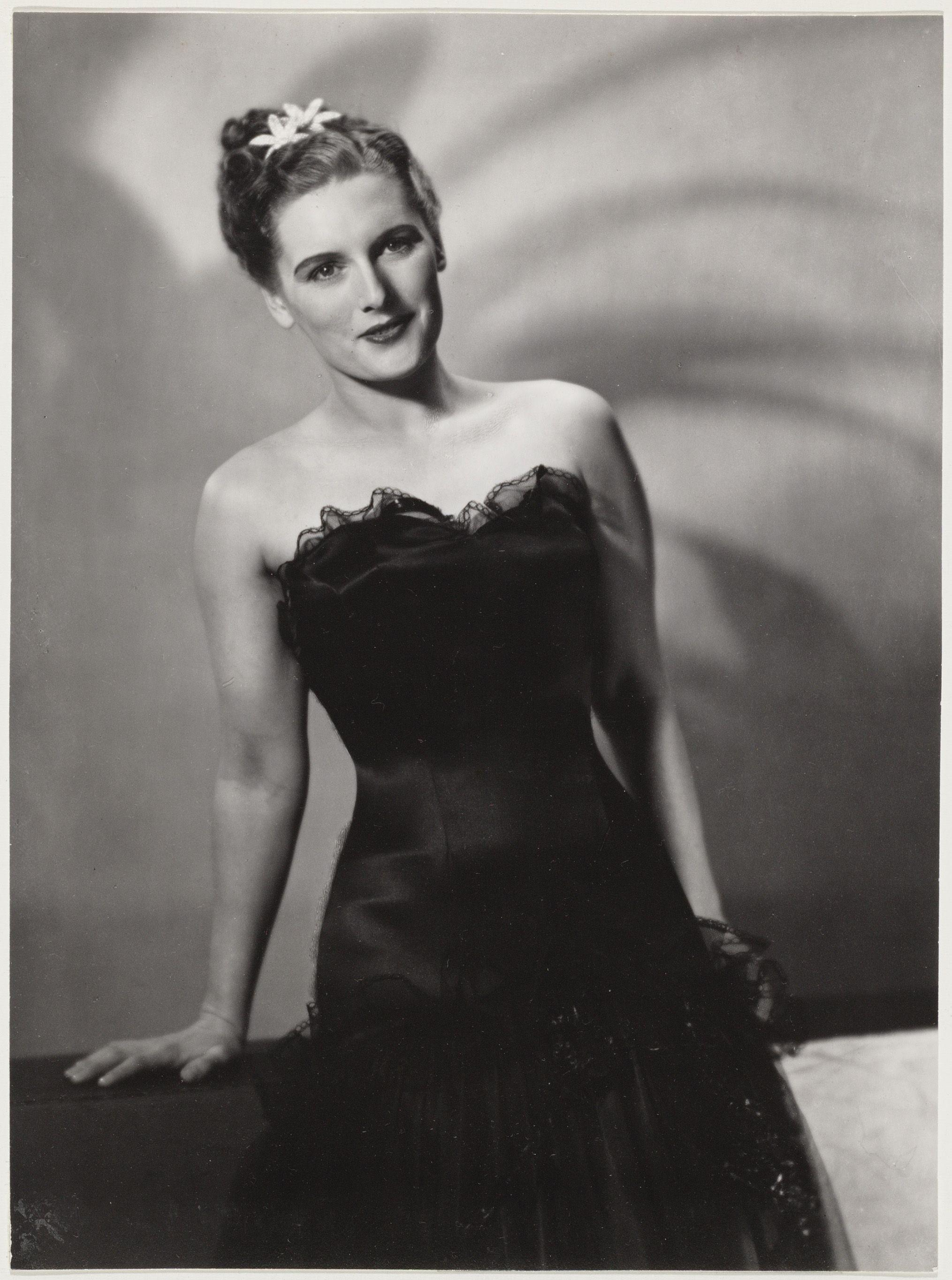
Van der Moer (1940) par l'Atelier Jacob Merkelbach.
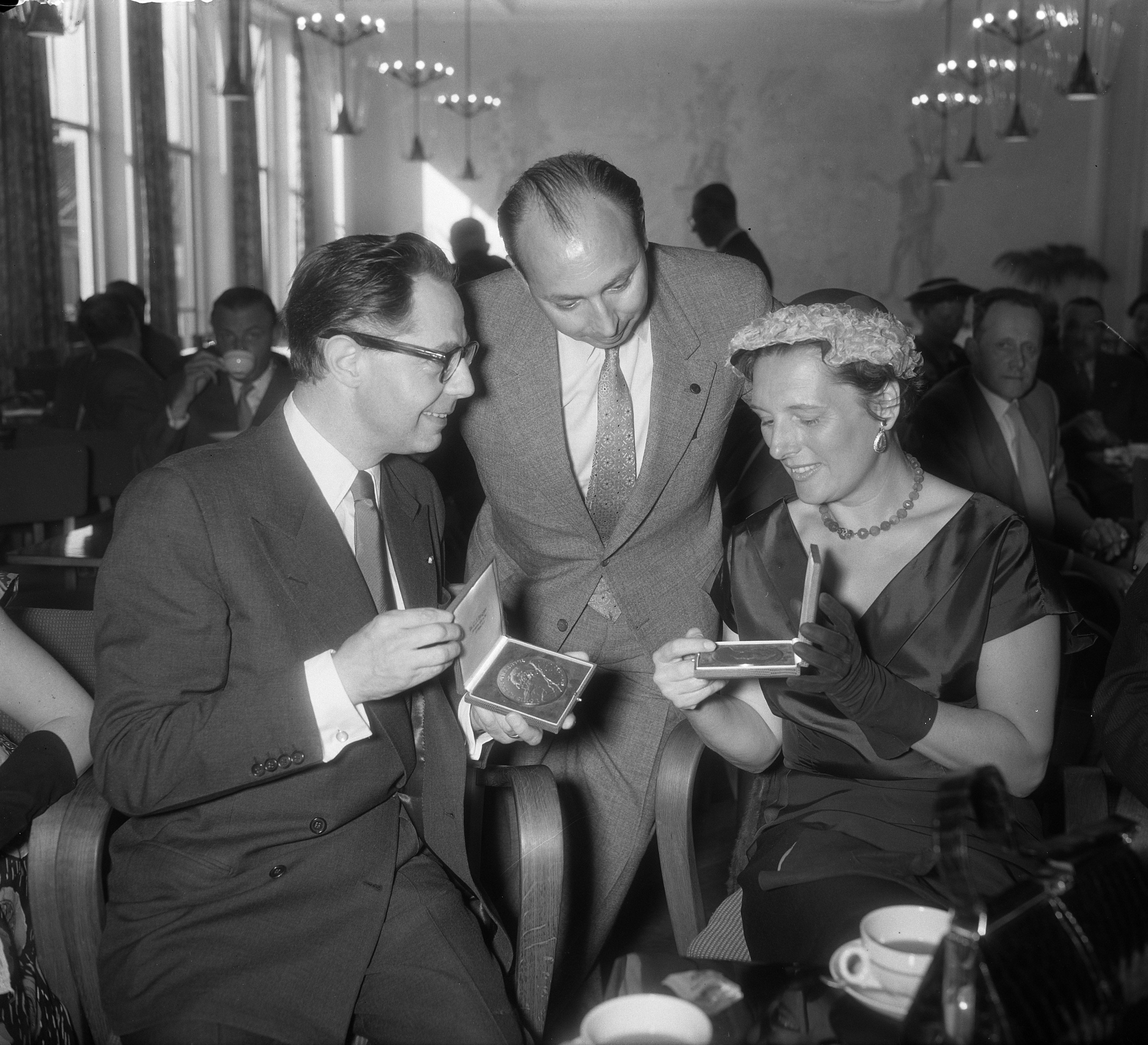
Prix Theo d'Or (1955) avec Paul Steenbergen (nl) et le directeur de la Toneelschool d'Amsterdam. Photo : Wim van Rossem / Anefo
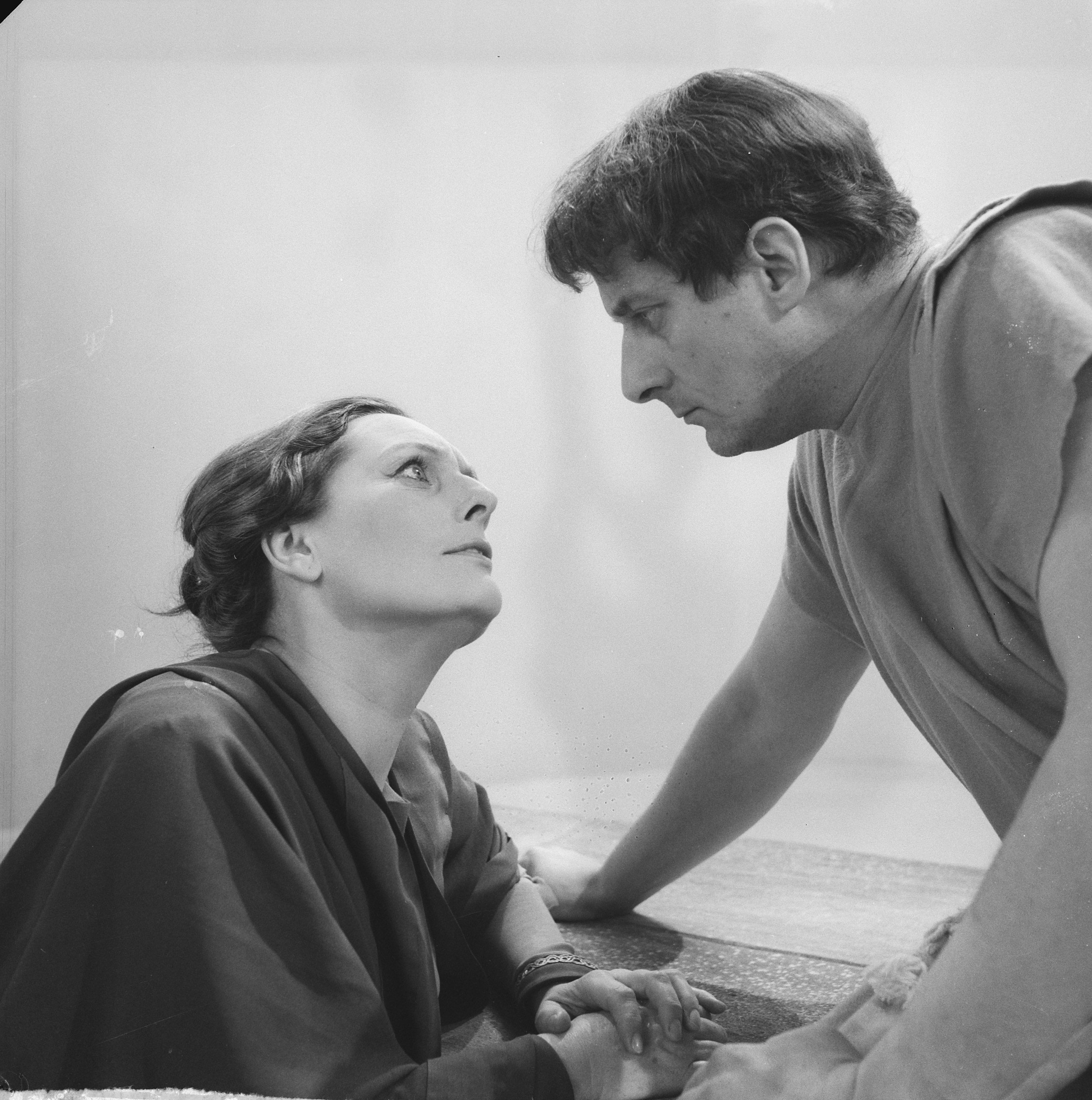
Iphigénie en Tauride avec Guus Hermus (nl) (1961. Photo : Henk Lindeboom / Anefo
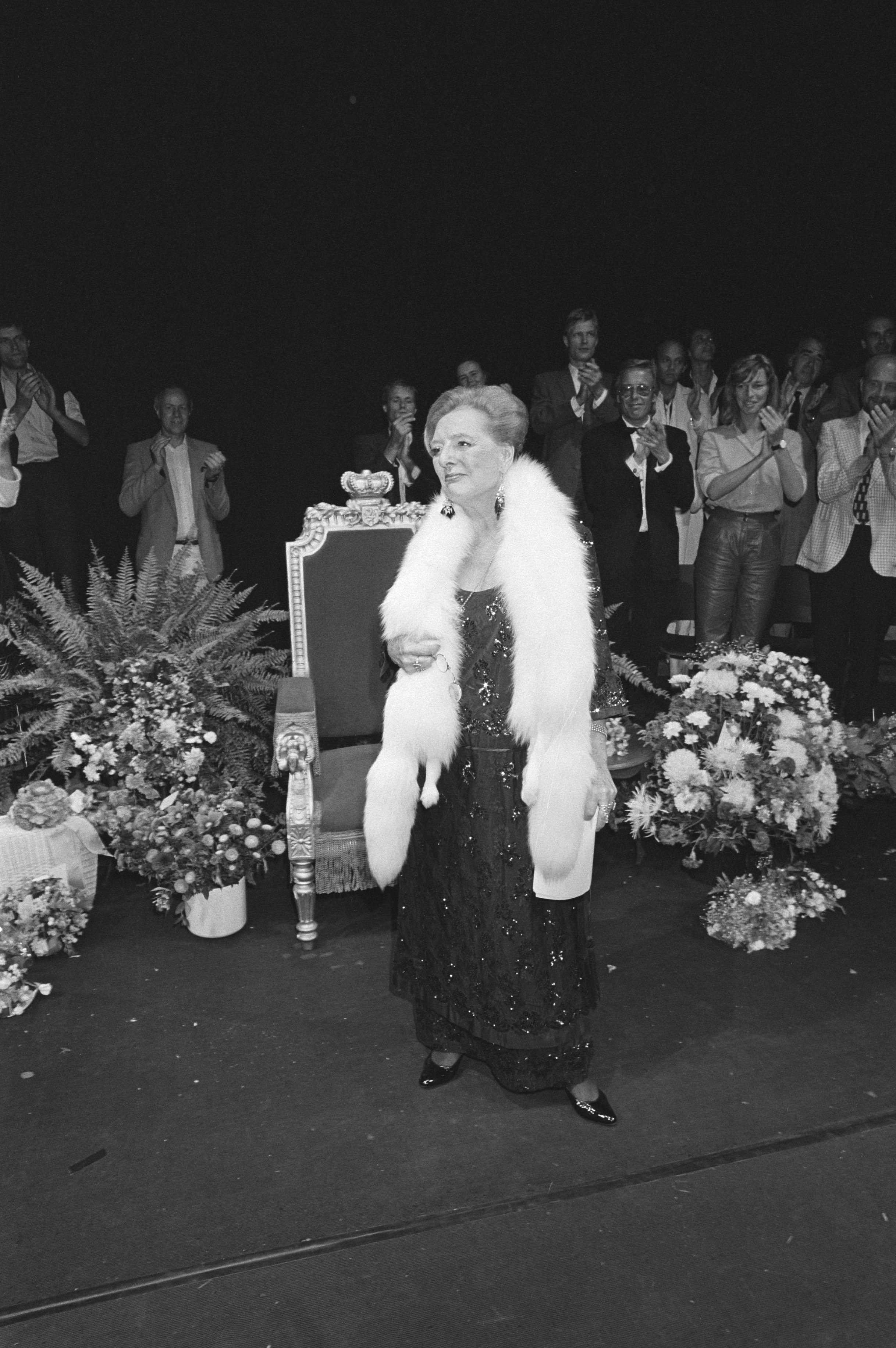
Ank Van der Moer au Stadsschouwburg d'Amsterdam pour l'anniversaire de ses 50 ans de carrière(1981). Photo : Marcel Antonisse / Anefo

## Récompenses
- Theo d'Or (1955 et 1964)
- Prix H.G. van der Vies (1944)